# オリヴィエ・ドルフュス
オリヴィエ・ドルフュス（Olivier Dollfus、1931年2月12日 - 2005年2月1日）は、フランスの地理学者。パリ生まれ。
1967年にソルボンヌ大学の教授となり、1970年にはパリ第7大学＝ディドロ (Université Paris VII - Diderot) の創設メンバーのひとりとなった。ドルフュスは、名誉教授となって没するまで、この学際的性格をもった大学に所属し続けた。
ドルフュスは山岳地域の専門家であり（国家博士号の論文主題はアンデス山脈についてであった）、ペルーのリマにフランス・アンデス研究所 (Institut français d'études andines) を設立した。
山岳への関心は終生続いたが、1980年代以降、ドルフュスが注力したのは学術における学際的取り組みであった。このアプローチによって、ドルフュスは、世界をグローバルな観点から捉えた、名高い「世界システム」を最初に提案することになった。彼はまた、「世界メガロポリス列島 (Archipel mégalopolitain mondial)」の概念を導入した。フェルナン・ブローデルは「世界の諸経済」の説明を行なったが、それ以外の全ての側面や、領域性については放置されていた。ドルフュスは、それらすべてを統合するとして、「システム的」アプローチを提唱した。
ドルフュスは1970年に『地理空間 (L'Espace géographique)』と題する本を出版したが、その書名は、1972年に創刊された学術誌『L'Espace géographique』の名称となり、ロジェ・ブリュネを初代編集長としたこの雑誌は、フランス地理学の新しい波を体現することになった。ドルフュスは、ブリュネと積極的に協働し、特に1990年の共著『Mondes nouveaux』は重要な成果となった。
レンヌ大学出版会 (Presses Universitaires de Rennes) が、「空間と領域」コレクションのひとつとして2009年に刊行した『Géographes, génération 1930, à propos de Roger Brunet, Paul Claval, Olivier Dollfus, François Durand-dastès, Armand Frémont, Fernand Verger（地理学者、1930年世代、ロジェ・ブリュネ、ポール・クラヴァル、オリヴィエ・ドルフュス、フランソワ・デュラン＝ダステ、アーマン・フレモン、フェルナン・ヴェルジェ）』には、『l'Espace géographique』に拠った親しい同僚たちとの関係におけるブリュネの学問的業績を展望した、マリ＝クレール・ロビック (Marie-Claire Robic) の序言とともに、ドルフュスの親友であった2人の碩学ジャン・ドレシュ (Jean Dresch) とピエール・グールー (Pierre Gourou) による回想が収められている。

## おもな業績
- El reto del espacio andino, Lima, Instituto de Estudios Peruanos, 1981.
- Le système monde. Proposition pour une étude de géographie, Actes du Géopoint 1984. Systèmes et localisations, Université d'Avignon, 1984, pp. 231-240.
- La mondialisation, Presses de Sciences Po, 3 édition 2007.
- État des savoirs sur le développement. Trois décennies de sciences sociales en langue française (articles de C. Choquet, Olivier Dollfus, E. Le Roy et M. Vernières, Philippe Marchesin[1], ...), Paris, Karthala, 1993.